# Matic Skube
Matic Skube (Kranj, 23 febbraio 1988) è un allenatore di sci alpino ed ex sciatore alpino sloveno specialista dello slalom speciale.

## Biografia

### Carriera sciistica

#### Stagioni 2004-2010
Skube, originario di Škofja Loka e attivo in gare FIS dal novembre del 2003, ha esordito in Coppa Europa il 10 marzo 2006 nello slalom speciale di Kranjska Gora, che ha chiuso al 12º posto, e in Coppa del Mondo il 12 novembre 2006 nello slalom speciale di Levi, nel quale non si è qualificato per la seconda manche. Nel marzo seguente ha ottenuto il primo importante successo della carriera vincendo la medaglia d'oro nello slalom speciale ai Mondiali juniores di Altenmarkt-Zauchensee/Flachau. Una settimana dopo, il 18 marzo, ha concluso inoltre la sua prima gara di Coppa del Mondo, piazzandosi 22º nello slalom speciale delle finali di Lenzerheide; questo piazzamento però non gli ha consentito di conquistare punti in quanto, durante le finali stagionali, questi si assegnano solo ai primi quindici classificati (solitamente vengono assegnati ai primi trenta).
Il 6 gennaio 2010 con il 23º posto nello slalom speciale di Zagabria Sljeme ha ottenuto i primi punti nel massimo circuito internazionale e, il 23 dello stesso mese, è anche andato per la prima volta a podio in Coppa Europa: 3º nello slalom speciale di Bansko. Sempre in slalom speciale, il 9 febbraio seguente a Méribel, ha colto la sua unica vittoria nel circuito continentale, mentre poco dopo ha partecipato allo slalom speciale dei XXI Giochi olimpici invernali di Vancouver 2010 – sua unica presenza olimpica – senza concludere la gara.

#### Stagioni 2011-2017
Il 9 gennaio 2011 ha ottenuto ad Adelboden in slalom speciale il suo miglior piazzamento in Coppa del Mondo (12º) e in seguito ha debuttato ai Campionati mondiali: nella rassegna iridata di Garmisch-Partenkirchen 2011 è stato 26º nello slalom gigante e non ha completato lo slalom speciale. Il 7 dicembre dello stesso anno ha ottenuto a Trysil in slalom speciale il suo ultimo podio in Coppa Europa (3º).
Ai Mondiali di Schladming 2013, è stato 25º nello slalom speciale, mentre ai successivi Mondiali di Vail/Beaver Creek 2015, suo congedo iridato, è stato 20º nello slalom speciale. Il 6 marzo 2016 ha preso per l'ultima volta il via in Coppa del Mondo, nello slalom speciale di Kranjska Gora che non ha completato; si è ritirato al termine della stagione 2016-2017 e la sua ultima gara è stata uno slalom speciale citizen dipustato il 19 aprile a Darbandsar, chiuso da Skube al 5º posto.

### Carriera da allenatore
Dopo il ritiro è divenuto allenatore di sci alpino nei quadri prima della Federazione sciistica della Polonia, poi dalla stagione 2022-2023, in quelli della federazione statunitense come responsabile degli slalomisti di Coppa del Mondo.

## Palmarès

### Mondiali juniores
- 1 medaglia:
  - 1 oro (slalom speciale ad Altenmarkt-Zauchensee/Flachau 2007)

### Coppa del Mondo
- Miglior piazzamento in classifica generale: 107º nel 2011

### Coppa Europa
- Miglior piazzamento in classifica generale: 16º nel 2010
- 3 podi:
  - 1 vittoria
  - 2 terzi posti

#### Coppa Europa - vittorie
| Data            | Località | Paese   | Specialità |
| --------------- | -------- | ------- | ---------- |
| 9 febbraio 2010 | Méribel  | Francia | SL         |

Legenda:

SL = slalom speciale

### South American Cup
- Miglior piazzamento in classifica generale: 27º nel 2008
- Vincitore della classifica di combinata nel 2008
- 1 podio:
  - 1 vittoria

#### South American Cup - vittorie
| Data              | Località          | Paese | Specialità |
| ----------------- | ----------------- | ----- | ---------- |
| 12 settembre 2007 | Termas de Chillán | Cile  | SC         |

Legenda:

SC = supercombinata

### Far East Cup
- Miglior piazzamento in classifica generale: 7º nel 2015
- 5 podi:
  - 4 secondi posti
  - 1 terzo posto

### Campionati sloveni
- 9 medaglie[2]:
  - 6 ori (slalom speciale nel 2008; slalom speciale nel 2010; slalom gigante nel 2011; slalom gigante, slalom speciale nel 2012; slalom speciale nel 2015)
  - 3 argenti (slalom speciale nel 2007; slalom speciale nel 2013; slalom gigante nel 2014)